# Шене-Жирар, Лоик
Лоик Шене-Жирар (фр. Loïg Chesnais-Girard, род. 25 марта 1977, Ланьон, Франция) — французский политический деятель, президент Регионального совета Бретани.

## Биография

### Образование и профессиональная карьера
Лоик Шене-Жирар родился 25 марта 1977 года в Ланьоне, департамент Кот-д’Армор. Когда его родители расстались, он вместе с матерью и сестрой переехал в департамент Иль и Вилен и поселился в поселке Лифре. После окончания школы в 1996 году Лоик Шене-Жирар продолжил учебу в Ренне, получил диплом DESS по экономике предприятия в Университете Ренн I. Свою профессиональную карьеру он начал в 2002 году в банке Crédit Lyonnais в качестве менеджера по работе с клиентами регионального управления Бретани. Он успешно двигался по карьерной лестнице в этом банке до 2010 года, когда покинул его ради работы в Региональном совете Бретани.

### Политическая карьера
Как лидер молодежной ассоциации Лифре, в 1995 году Лоик Шене-Жирар вошел в левый блок на выборах в муниципальный совет Лифре и был туда избран. В 1997 году он вступил в Социалистическую партию. В 2001 году он вновь был избран в этот совет и с 2002 по 2008 годы занимал пост вице-мэра, отвечавшего за вопросы градостроительства и экономическое развитие. В 2008 году избран мэром Лифре и переизбран в 2014 году. Впоследствии он станет также председателем ассоциации коммун области Лифре.
С 2009 года политическая карьера Лоика Шене-Жирара тесно связана с Жаном-Ивом Ле Дрианом, лидером социалистов Бретани, бывшего в то время президентом Регионального совета Бретани. Они познакомились во время поездки в Токио делегации бретонских политиков для встречи с руководством корпорации Canon. Шене-Жирар попал в эту делегацию как мэр коммуны, в которой находится крупный завод Canon. На следующий год он вошел в левый список Ле Дриан на выборах 2010 года и был избран в Региональный совет Бретани; стал советником президента Совета по экономическим вопросам.
Когда в 2012 году Жан-Ив Ле Дриан был назначен министром обороны Франции и его место во главе Регионального совет занял Пьеррик Масьо, Лоик Шене-Жирар стал вице-президентом совета, отвечающим за экономику и инновации.
Во время региональных выборов 2015 года он возглавлял кампанию Ле Дриана, продолжавшего занимать пост министра обороны. В связи с большой занятостью в министерстве, Ле Дриан редко появлялся в Бретани и фактически всю предвыборную кампанию вел Шене-Жирар. После победы на выборах он стал 1-м вице-президентом совета, курирующим экономику, инновации и торговлю. Фактически он руководил повседневной работой Совета. Когда Жан-Ив Ле Дриан был назначен на пост министра иностранных дел в новом правительстве Эдуара Филиппа, он принял решение уйти в отставку с поста президента Регионального совета Бретани. 22 июня 2017 года Лоик Шене-Жирар, как кандидат левого большинства, был избран президентом Регионального совета.
Свои приоритеты в качестве президента Регионального совета он определил так: «Мой политический выбор заключается в содействии приверженности, инициативе, инновациям, которые вместе с солидарностью и перераспределением обеспечивают постоянное стремление к социальному прогрессу». 
Он выступает за сохранение природных территорий и сельскохозяйственных угодий Бретани, создание условий для развития возможностей населения и, наконец, хорошее питание: «Мы должны сделать так, чтобы стать лидером в Европе в области здорового питания».
В сентябре 2023 года Луг Шене-Жирар призывает к «автономии Бретани», как и к автономии Корсики, предложенной президентом Эммануэлем Макроном..

## Занимаемые должности
03.1995 — 14.03.2008 — член совета коммуны Лифре

15.03.2008 — 22.06.2017 — мэр коммуны Лифре

с 21.03.2010 — член Регионального совета Бретани 

с 222.06.2017 — президент Регионального совета Бретани